# 카린 증혈기
카린 증혈기(일본어: かりん) 가게사키 유나가 그린 만화 혹은 그것을 원작으로 하는 애니메이션, 소설을 말한다. 흡혈귀이긴 하나 다른 흡혈귀와는 달리 피를 쏟는 주인공을 중심으로 전개가 이루어진다. 쇼넨의 만화 잡지 월간 드래곤 에이지에서 2003년 10월부터 연재되었으며, 2008년 2월에 연재가 끝났다. 단행본은 총 14권으로 가도카와 쇼텐에서 출판되었다. 그리고 원작과 함께, 소설과 드라마 CD도 발매되었고, 2005년에 원작의 내용 일부와 새로운 내용을 가지고, 24화의 TV 애니메이션으로 제작된다.

## 줄거리
마커가는 흡혈귀 가문으로, 200년 전에 일본으로 건너온 흡혈귀 일족의 후예이다. 그러나 마커가의 장녀인 '마아카 카린'은 흡혈귀이지만, 대낮에 돌아다닐 수 있고, 마늘이라든지 물을 무서워하지 않고, 또한 특이하게도 피가 부족한 게 아니라, 넘쳐나서 한 달마다 인간에게 피를 나눠 주어야 하는 증혈귀였다.
카린은 평범한 학교생활을 보내고 있었지만, 어느날 반에 '우스이 켄타'라는 전학생이 오면서 뒤죽박죽이 되어버린다. 켄타를 본 순간 갑자기 쓰러진 카린...
알고보니 켄타는 카린의 피의 취향인 '불행'체질이라서, 켄타와 가까이 있을 때마다 피가 더더욱 늘어나는 것이다. 카린은 켄타를 피하려 했으나 우연히도 같은 가게에서 아르바이트를 하게 된다. 그리고 카린의 비밀을 우연히 알게 된 켄타는 카린을 도와주게 되며 친해지고, 카린은 켄타에게 사랑의 감정을 느끼게 되는데...

## 등장 인물
(※인물에 대한 소개는 애니 및 만화에 근거를 두고 저술되었음.)

### 흡혈귀 및 비인간
마아카 카린(真紅 果林)
성우 : 야하기 사유리
본 작품의 여주인공. 마커(일본식 명은 발음이 비슷한, '마아카')가의 장녀. 덜렁대는 성격에 부끄럼도 잘 타는 평범한 여고생. 하지만 사실 그녀는 인간이 아닌, 흡혈귀. 그렇지만, 일반적인 흡혈귀와 달리, 밤눈이 어둡고 대낮에도 아무꺼리낌없이 돌아다녀도 아무 이상이 없다. 또한 '기억 조작'이라든지, 박쥐를 부리는 능력도 가지지 않고 있다. 심지어 그녀는 피가 반응하는 충동을 느끼면, 피를 빠는 게 아닌, 오히려 자신의 피가 늘어나버리는, '증혈귀(增血鬼)'라고 한다. 이 때, 늘어난 피를 다른 사람에게 주입하지 않으면, 과다량의 코피를 뿜게 된다.
피의 취향(극 중에서 흡혈귀는 저마다 자신에게 반응하는 피의 취향이 있는데, 피의 취향은 피를 가진 사람의 특성에 따라 정해지는 듯.)은 '불행'으로, 그 탓에 '불행'의 속성이 강한 '켄타'에게 과한 반응을 일으킨다. 그런 이유로 처음엔 켄타를 피하려고 했지만, 켄타를 행복하게 만들면 된다는 걸 깨닫고, 그 방법 중 하나로 매일 그의 점심 도시락을 싸주게 된다. 그러다 점차 켄타에게 호감을 품게 되고 완전히 그를 사랑하게 된다. 또한 피가 늘어날 시, 그걸 과다하게 참으면 이성을 상실해 버리곤 한다.
이후 후반부 이야기가 애니와 원작이 다른데, 애니에선, 엘더가 흡혈귀로 변할 수 있는 방법을 찾아와 카린은 그 방법대로 나온 의식을 치르고 잠시 흉폭해지지만, 켄타의 도움으로 진정되고 다시 평온한 생활로 돌아온다. 원작에선, 그녀가 '프시케'라서, 모든 흡혈귀들을 구원할 수 있다고 하여, 글라크와 유리야에게 납치를 당한다. 하지만 켄타와 가족들 덕분에 구출이 된다. 그리고 더 이상 증혈을 하지 않게 되어 거의 인간과 같아진, 카린은 남은 가족들의 마지막 바람인 인간처럼 살아갈 수 있게, 가족들로부터 기억이 지워지게 된다. 그 후 켄타와 결혼해, '카논'이라는 딸을 낳고 행복하게 살아간다.
패밀리 레스토랑에서 아르바이트를 하며, 마커 가의 가계를 책임지고 있으며, 자신이 먹는 음식을 본인이 준비하기 때문에 요리 실력 또한 뛰어나다.
마아카 안쥬(真紅 杏樹)
성우 : 이노구치 유카
카린의 여동생으로, 마커 가의 차녀. 원작에선 초등학교에 다니지만, 애니에선 학교에 다니지 않는다. 어린 나이이지만 꽤 어른스러운 성격이라고 한다. 평소에는 말이 별로 없고 손에 들고 있는 복화술 인형인 '부기군'을 통해 카린에게 날카롭게 딴지를 걸곤 하지만, 기본적으로는 언니를 좋아하며 언니의 행복을 위해 헌신적인 모습을 보여주곤 한다. 초반엔 흡혈귀로서의 습성에는 눈을 뜨지 못했지만, 가족들에게 '천재'라고 불리는 만큼 다른 능력은 상당히 높다. 특히나 박쥐를 다루는 기술이 뛰어나 실수투성이인 언니를 위해 정보 수집이나 '기억 조작' 등을 대신해 주고 있다. 취미는 기묘한 인형 수집하기.
초반에 흡혈귀로서의 습성이 각성하지 않은 상태였으나, 나중에 그녀도 습성이 각성하여 완전한 흡혈귀가 된다. 그녀의 피의 취향은 원작과 애니가 다른데, 애니에선 '질투'이고, 원작에선 '외로움'인 듯 하다.
마아카 렌(真紅 煉)
성우 : 스와베 쥰이치
카린의 오빠로, 마커 가의 장남. 키도 크고 얼굴도 잘 생긴 미남형. 언제나 실수투성이인 카린을 바보 취급하곤 한다. 그렇지만 오빠답게 여동생을 생각하는 마음은 조금은 있는 듯 함. 피의 취향은 '스트레스'이고, 특히 스트레스 쌓인 여자의 피를 빠는 걸 좋아하며 그 때문에 항상 인간 여자를 꼬셔다 어울려 다니곤 한다.
카린이 켄타랑 어울리는 걸 극도로 싫어한다. 그 이유에는, 뱀파이어어와 인간이 서로 이루어질 수 없다는 생각과 남자를 혐오하는 마음 등등이 있는 듯 함.
헨리 마커(ヘンリー·マーカー)
성우 : 마츠모토 다이
카린 남매의 아버지. 성격이 섬세하고 여린 편. 그 탓에 퍙소엔 부인인 '카렐라'에게 눌려 살지만, 카린과 관련된 일이 생기면 성격이 완전히 달라진다.. 피의 취향은 '프라이드'로, 즉 '프라이드'가 높은 사람의 피를 좋아한다.
카렐라에게 맨날 구박을 당하지만, 그래도 아내를 끔찍히 사랑한다.(※원작에선, 헨리는 카렐라와 처음 만났을 때는 싫어했었다고 하나, 카렐라가 먼저 자신을 받아준 이후로 진심으로 좋아하게 된 듯 함.)
카렐라 마커(カレラ·マーカー)
성우 : 시노하라 에미
카린 남매의 어머니. 몸매가 좋은 미인이지만 꽤나 난폭한 성격을 지니고 있다. 바보같은 카린과 칠칠치 못 한 남편을 매번 구박하지만, 그래도 진심으로 딸과 남편을 사랑한다. 피의 취향은'거짓말'이다.참고로 헨리랑 결혼하기 전의 성은 알미슈이며 모친이 세실리아 알미슈다.(문제는 엘더가 세실리아를 싫어한다.)
엘다 마커(エルダ·マーカー)
성우 : 시라토리 유리
카린 남매의 할머니. 마커 가에서 생존해 있는 제일 큰 어른이자, 헨리의 어머니. 외모는 여전히 젋고 아리땁지만 성격이 거칠고 포악한 편. 그래서 흡혈귀들 사이에선 공포의 대상이었다고 한다.(무려200년 넘게 살았다.)
오랫동안 마커 가의 지하방에서 잠들어 있다가 깨어나게 된다. 생김새는 카린과 많이 닮았으나 머리 스타일과 가슴 사이즈가 다르다. 그녀의 피의 취향은, 애니에서만 나오는데 그것은 '사랑하는 마음'이다.
그녀는 카린과 켄타가 가깝게 지낸다는 걸 알고, 인간과 뱀파이어 간의 사랑은 이루어질 수다고 생각하며, 그 둘을 갈라놓으려고 한다. 그리고 원작과 달리 애니에선 그녀가 인간과 뱀파이어 간의 사랑을 반대하는 이유가 나와 있다. 사실 그녀는 과거에 위너 싱클레어의 조상인 '알프레드 싱클레어'와 연인 사이었다고 한다. 그 때까진 그녀 역시 인간과 뱀파이어 간의 사랑이 이루어질 수 있다고 생각했다. 하지만 모종의 사건으로 알프레드가 그녀를 죽이려 하자, 그 때부터 인간과 뱀파이어 간의 사랑은 이루어질 수 없다고 생각해왔다고 한다.
며느리인 '카렐라'하곤 고부 갈등이 매우 심한 편. 그리고 작은 가슴에 대한 콤플렉스도 있는 듯 함.
부기군(ブギーくん)
성우 : 노지마 히로후미
안쥬가 항상 품고 다니는 인형. 약간의 팔다리 움직임과 말을 할 수 있다. 그 이유는 애니엔 나와 있지 않지만, 원작에선 인형 안엔 부엌칼로 13명을 살인했던 연쇄살인범의 혼이 담겨 있다고 설명이 되었다. 항상 자신의 의사를 직설적으로 표현하며, 그 정도가 심하다 싶으면, 안쥬가 제재를 가하거나 벌을 주곤 한다.
애니에선, 안쥬가 흡혈귀로서의 습성이 완전히 각성하자 더 이상 말을 하지 못 하고, 보통 인형으로 돌아간다. 하지만 원작에선, 안쥬가 흡혈귀로서 각성을 해도 여전히 말을 한다.
제임스 마커(ジェイムズ·マーカー)
카린 남매의 할아버지. 본명은 '제임스 에드우즈'라고 함. 원작에서만 등장하며, 오래전 대륙에서 뱀파이어 사냥이 심해지자, 남은 흡혈귀들과 같이, 일본으로 건너 온다. 관 속에서 말라 죽었지만 그의 영혼은 안쥬의 능력으로 곰인형에 봉인되어 있었고, 마지막에 카렐라와 안쥬에게 프시케와 관련된 이야기를 해준다.
인간에 대해 우호적인 편이며, 인간과의 공생을 꿈꿨다고 한다.
타치바나 유리야
원작에서만 등장하는 인물로, 뱀파이어와 인간 사이에서 난 혼혈아. 카린이 사는 동네로 이사 와서 생활비를 벌기 위해, 카린이 일하는 레스토랑에 알바로 들어온다. 그리고 그녀는 삼촌의 명대로 카린과 그녀의 가족들을 옆에서 감시하게 된다. 그녀는 삼촌인 '글라크'를 마음 속에 담아 두었다고 하고, 또한 자신과 같은 아이가 생기면, 분명 그 아이도 불행해질 거라고 생각해, 둘이 가까워지는 걸 막으려고 했기에 이런 일에 동참을 하게 되었다고 한다.(※뱀파이어와 인간 사이에서 나온 아이는 생식 능력이 없다고 함.) 하지만 이후 모든 사건이 정리되자, 캔타 앞에 나타나 자신의 잘못을 빌고 카린과 켄타의 행복을 빌고 사라진다.
세실리아 알미슈
원작에서만 등장하는 인물로, 카렐라의 모친. 제임스와 엘더와 같이, 대륙을 떠나 일본으로 건너온다. 또한 그녀는 프시케의 피를 가지고 있다 한다.(※알미슈 가만이 프시케의 피를 가지고 있다고 함.)
글라크
원작에서만 등장하는 인물로, 유리아의 삼촌이자 학자. 그는 '프시케'에 대해 탐구해왔다고 하며, 그는 헨리 가족에게 유달리 가족이 많은 이유를 알기 위해 유리야에게 마커 가문의 감시를 맡긴다. 그리고 그는 카린이 자신이 탐구해 온 '프시케'라고 생각을 하게 되고, 그녀를 납치한다.
사실 그의 가문은 '에드우즈' 가문(제임스의 가문)과 더불어, 프시케를 관리해오는 일족이었다고 한다. 그런데 천 년 전, '에드워즈 에드우즈'라는 뱀파이어가 프시케를 풀어주는 행위를 하여 결국, 클라크의 가문이 프시케를 찾아 헤맨 듯...
작은 키에 대한 콤플렉스를 갖고 있다.
브리짓 브라운리크
원작에서만 등장하는 인물로, 그녀는 브라운리크 가의 대가 끊기지 않게 하기 위해, 글라크를 시켜 카린을 납치하라고 지시한다.(※브라운리크 가문은 예전부터 프시케의 피를 마시면서 대를 이어온 듯 함.)
그러다 카린을 구하려 온 렌에게 호되게, 그리고 계속 놓아주지(?) 않게 되어 쓰러진다. 그리고 이후, 렌의 아이를 임신했다고 함.
소피아
원작에서만 등장하는 인물로, 카린이 켄타에게 피를 주입해주거나 입맞춤을 한 후, 켄타에게만 보이는 존재. 생김새는 카린과 꼭 닮아있다. 그녀는 켄타에게 종종 나타나 그에게 충언을 하거나 간접적으로 도와주곤 한다.
그녀가 이별하기 전에 켄타에게 했던 말들을 종합해 보면, 그녀는 '프시케'라는 운명이 형상화된 것이 아닐까 한다.

### 인간
우스이 켄타(雨水 健太)
성우 : 코니시 카츠유키
본 작품의 남자 주인공. 카린네 반으로 전학 온 소년. 엄마와 둘이서 살고 있으며, 경제사정이 꽤 어려운 편이라 주야로 아르바이트에 매진하고 있다. 첫인상은 무서운 편이지만 사실은 상냥한 성격이라 약한 사람들을 잘 도와주며, 혼자서 자신을 키우는 엄마를 생각하는 마음도 지극하다. 카린의 비밀을 알게 되지만, 그녀의 비밀을 지키면서 협력하기로 한다. 그리고 그 역시 점차 카린에게 호감을 느낀다. 그러다 여러 사건을 겪으면서 점점 사랑이 깊어져 간다.
원작에선, 카린과 결혼해, '카논'이라는 딸을 낳고 행복한 가정을 꾸리게 된다.
우스이 후미오(雨水 文緒)
성우 : 히사카와 아야
켄타의 어머니. 외모만 보면 고등학생 아들을 두고 있다고는 생각되지 않을 정도로 젊어 보인다. 어린 나이에 자신의 모친에 반대를 무릅쓰고 켄타를 낳았지만 여전히 켄타를 인정해주지 않는 모친의 구박을 견디지 못 하고 켄타를 데리고 나왔다고 한다.
여자의 홀몸으로 켄타를 훌륭하게 키워내려 하지만, 모종의 사정(남자를 끌어들이는 매력. 본인은 잘 모름)으로 취직을 해도 오랫동안 일을 하지 못 한다. 그리고 그 탓에 항상 불행과 스트레스의 기운이 가득하다.
그리고 카린과 켄타의 사랑을 뒤에서 지켜보며, 응원한다.
토키토 마키(時任 麻希)
성우 : 타카하시 미카코
카린과는 초등학교 때부터 친하게 지내 온 절친. 그러나 본인은 카린의 정체를 잘 모름. 연애 이야기에 엄청나게 흥미를 갖고 있으며 카린과 켄타의 관계 진전을 응원한다.
또한, 애니에선 전학 온 위너를 처음 엔 그리 좋아하지 않았지만, 점차 그의 모습을 보고 호감을 품어가며 그러다 용기 내어 그에게 고백을 했으나 거절을 당한다. 그러나 그 후에도 위너를 포기하지 않고 그를 좋아한다. 또한, 카린과 켄타의 사이가 가까워질수록 그녀는 카린에게 묘한 질투심을 느끼게 된다. 그러다 안쥬가 처음으로 흡혈을 하는 대상이 되어, 피를 빨리고 질투심이 사라진다.
위너 싱클레어(ウィナー·シンクレア)
성우 : 미야타 코우키
외국에서 카린네 반으로 전학 온 미소년. 애니에서만 등장하는 인물. 말할 때 일본어(사자성어 포함)와 영어를 섞어 말하는 게 특징. 또한 잘 생기고 매너 있는 모습에 모든 여성으로부터 사랑을 받고 있다.
그의 가문은 오래전부터 '뱀파이어 헌터'를 해 온 집안으로, 그 역시 그에 맞는 자격을 갖춘, 뱀파이어 헌터이다. 하지만 피를 보면, 기절을 하는 등, 바로 옆에 흡혈귀가 있는대도 찾지 못 하는 등 헌터로서의 신뢰를 주지 못 한다.
카린을 자신의 '운명의 사람'이라 생각하고 적극적으로 구애를 해온다. 그 이유가 꿈에서 카린을 만난 적이 있고, 그 때 서로 키스를 하였다고 한다.(하지만, 실제로 카린과 위너는 어릴 적 만난 적이 있었다. 하지만 위너와 카린이 키스를 한 것이 아니라, 카린이 증혈이 되어 피를 주입하려고 위너를 문 것 뿐.)그러다 애니에서, 카린이 흡혈귀이었다는 게 밝혀지자 처음엔 좌절하지만, 마키의 조언으로, 카린 그 자체를 좋아하게 되고, 계속 구애를 한다.
점장(店長)
성우 : 노지마 히로후미
카린과 켄타가 일하는, 패밀리 레스토랑 'Julian'의 점장. 키가 작고 안경을 쓴 인상이 좋은 아저씨로, 카린과 켄타의 사랑을 흐뭇하게 지켜본다.
나이토 후쿠미(內藤 福美)
성우 : 기부 유코
카린네 반의 학급부회장인 여학생.
담임(擔任){시라이}
성우 : 이시즈카 사요리
카린과 켄타의 반 담임 선생님.이름은 시라이.성은 밝혀지지 않았다.
알프레드 싱클레어(アルフレッド·シンクレア)
성우 : 스기타 토모카즈
애니에서만 등장하는 인물로, 위너 싱클레어의 조상으로, 과거 엘더가 사랑했던 인간 남자. 그는 엘더를 진심으로 사랑했고 인간과 흡혈귀의 공존을 꿈꿨다고 한다. 하지만 엘더를 죽이러 온 사람들에 의해, 엘더와 자신이 있던 방앗간에 갇혀 불에 타 죽을 위기에 처하자, 자신의 피를 먹이고 엘더를 탈출시킨다. 이 때, 그는 잠시나마 엘더를 혐오하는 마음을 가져 그녀를 말뚝으로 가슴을 찔렀다 하지만 엘더가 도망친 이후, 다시 사랑하는 마음이 돌아왔고 자신이 엘더를 찔렀다는 것에 죄절한다.
빅터 싱클레어(ヴィクター·シンクレア)
성우 : 쵸 카츠미
애니에서만 등장하는 인물로, 위너의 할아버지. 엘더 마커 때문에 자신의 가문이 크나큰 오명을 가지게 되었다고 여겨, 마커 일족을 없애러 일본으로 건너 온다. 엘더와 대등할 정도의 싸움 실력을 갖추고 있음.
엘더를 쓰러뜨리고, 나머지 가족들을 없애러 왔다가, 좀 거시기한(?) 일로 코피를 흘리며 쓰러졌고, 이 때 카린 가족들에게 피를 빨린 후, 성격이 변해버리고 더이상의 뱀파이어 헌팅은 안 하는 듯 함.
이이즈카 슈우세이
원작에서만 등장하는 인물로, 켄타의 부친. 후미오와 켄타에게 자신이 과거에 둘을 버려둔 점에 대해 사과 인사를 하러 찾아 온다.
다시 우스이 후미오랑 시작하는 줄 알았으나 이미 다른여자랑 결혼하고 그 여자분이 임신을 해 결국 둘은 각자 길을 간다.
참고로 켄타랑 판박이.

## 용어 설명
흡혈귀피를 빨며, 박쥐를 부릴 줄 알고, '기억조작' 능력을 가진 서양괴물. 마늘을 싫어한다고 알려져 있지만, 이는 후각이 인간보다 예민해서 싫어하는 겇 같아 보이는 것 뿐. 또한 십자가와 물 역시 그리 안 무서워하는 것 같음. 하지만 햇빛에는 약하기 때문에 햇빛이나 강한 빛을 받으면, 피부가 타버림. 그래서 주로 밤이나 어두운 날에만 활동이 가능하다. 또한 그들은 미각이 없어, 음식을 먹으면 꼭 모래를 씹는 기분이라 함.
흡혈귀는 저마다 자신에게 끌리는 피의 취향이 있다고 하며, 흡혈귀는 그런 취향의 피를 가진 사람의 피를 빤다고 함. 그리고 흡혈을 하면서 그 사람이 가진, 피의 취향과 관련된 것도 같이 흡수한다.(예를 들면, 피의 취향이 '스트레스'면, 흡혈을 통해서 흡혈당한 사람의 스트레스도 같이 흡수하는 셈.)
증혈귀'프시케'라고도 불리는 흡혈귀계의 이단아, 즉 특이 체질. 피의 취향과 관련된 특성을 가진 사람에 반응하면, 몸 속에 있는 피가 증가한다고 함. 이 때 그런 특성을 가진 사람을 물어, 자신의 피를 그 사람에게 주입해야 한다.또한 그들의 피는 '프시케의 샘'이라고 불린다.
프시케의 샘
'피스티스 소피아'라고 불리며, 증혈귀가 내뿜는 피를 가리키며, 그 피는 그 증혈귀의 목숨과 같은 것이라 피를 다 방출하게 되면, 죽음을 맞는다고 한다. 하지만 그 피는 종이 끊긴 흡혈귀에게 있어서 구제의 샘, 즉 그 피를 마신 흡혈귀는 불임의 고통에서 벗어날 수 있다고 함.

## 주제가
오프닝<Scarlet>
노래 : BRACE;d
엔딩<또 하나의 생일>
노래 : Fm.θ